# 細胞診
細胞診（さいぼうしん、Cytology）とは、人体から採取された細胞材料について標本を作製し、顕微鏡で観察して行う検体検査。スクリーニング的細胞診と診断的細胞診に分けられる。
細胞診を細胞診断と呼ぶこともあるが、数量的には病理学的検査が主であり、細胞診専門医や病理専門医の関与しないものが多いので、この場合は細胞診という表現が実際的である。
- 2010年4月診療報酬改正からは、作製された細胞診(N004)標本に基づき、病理診断を専ら担当する医師が 診断した場合には細胞診断料(N006-2)が算定されることとなった。

## スクリーニング的細胞診
スクリーニング的細胞診（screening cytology）はがん検診等で、病変の有無を調べる細胞診。剥離細胞診(exofoliative cytology)。
子宮がん検診では子宮頸部をブラシで擦り取って採取した細胞を用いる。肺がん検診で喀痰細胞診が行われることもある。
- 日本では細胞検査士がスクリーニングを担当し、細胞に異常がなければ陰性(ClassⅠ、Ⅱ)等の検査結果が発行される。異常があれば、疑陽性・陽性(ClassⅢ、Ⅳ、Ⅴ)に分類され、この場合は細胞診専門医・病理専門医等による顕微鏡観察が行われる。
- 米国では細胞診標本を画像解析して行う自動スクリーニングが行われている。細胞診材料について機器による分析も検討されており、細胞診検査精度管理での応用に期待がある。

診断的細胞診(diagnostic cytology)は病変が存在する場合に、病変部の診断を目的として、病変から採取した細胞材料を用いる細胞診。穿刺吸引細胞診(aspiration cytology)は病変部を刺して吸引採取された細胞を標本にして顕微鏡観察するもの。たとえば乳腺や甲状腺のしこりについて、良性のものか悪性のものか診断するときなどに、穿刺吸引細胞診が行われる。
- 診断するのに十分な細胞が採取されていない場合は、不適正標本(inadequate sample)との判定になる。
- 日本では多くの場合、細胞検査士が標本を観察して異常細胞にマーキングし、細胞診専門医・病理専門医が顕微鏡観察を行い細胞診断を行う。病変の診断であり医行為である。